# Northport (Washington)
Northport je gradić u američkoj saveznoj državi Washington. Prema popisu stanovništva iz 2010. u njemu je živjelo 295 stanovnika.